# Ella Fitzgerald Live at Mister Kelly’s
Ella Fitzgerald Live at Mister Kelly’s (с англ. — «Элла Фицджеральд. Выступление в клубе «У мистера Келли»») — концертный альбом американской джазовой певицы Эллы Фицджеральд, записанный во время её выступления в чикагском клубе Mister Kelly’s 10 августа 1958 года. Пластинка была выпущена лейблом Verve Records лишь в 2007 году (студийный номер — Verve B0008923-02) и приурочена к 90-й годовщине Фицджеральд.

## Список композиций
| №                   | Название                                    | Текст песни         | Музыка                    | Длительность |
| ------------------- | ------------------------------------------- | ------------------- | ------------------------- | ------------ |
| 1.                  | «Your Red Wagon»                            | Дон Рэй             | Джин Де Пол, Ричард Джонс | 2:59         |
| 2.                  | «Nice Work If You Can Get It»               | Айра Гершвин        | Джордж Гершвин            | 2:35         |
| 3.                  | «I’m Glad There Is You»                     | Пол Мерц            | Джимми Дорси              | 2:53         |
| 4.                  | «How Long Has This Been Going On?»          | Айра Гершвин        | Джордж Гершвин            | 2:44         |
| 5.                  | «Across the Alley from the Alamo»           | Джо Грин            | Джо Грин                  | 2:14         |
| 6.                  | «Perdido»                                   | Эрвин Дрейк         | Хуан Тизол                | 5:45         |
| 7.                  | «The Lady Is a Tramp»                       | Лоренц Харт         | Ричард Роджерс            | 3:01         |
| 8.                  | «Bewitched, Bothered and Bewildered»        | Лоренц Харт         | Ричард Роджерс            | 5:48         |
| 9.                  | «Summertime»                                | Айра Гершвин        | Джордж Гершвин            | 5:00         |
| 10.                 | «In the Wee Small Hours of the Mornin»      | Боб Хиллиард        | Дэвид Манн                | 3:55         |
| 11.                 | «St. Louis Blues»                           | Уильям Хэнди        | Уильям Хэнди              | 6:13         |
| 12.                 | «Witchcraft»                                | Кэролайн Лей        | Сай Коулмэн               | 2:57         |
| 13.                 | «Love Me or Leave Me»                       | Гас Кан             | Уолтер Дональдсон         | 3:48         |
| 14.                 | «Joe Williams’ Blues»                       | Элла Фицджеральд    | Элла Фицджеральд          | 5:57         |
| 15.                 | «I Love You Porgy/Porgy, I’s You Woman Now» | Айра Гершвин        | Джордж Гершвин            | 5:48         |
| 16.                 | «How High the Moon»                         | Нэнси Гамильтон     | Морган Льюис              | 6:56         |
| Общая длительность: | Общая длительность:                         | Общая длительность: | Общая длительность:       | 68:33        |

| №                   | Название                                | Текст песни         | Музыка              | Длительность |
| ------------------- | --------------------------------------- | ------------------- | ------------------- | ------------ |
| 17.                 | Без названия (Introductions)            |                     |                     | 1:54         |
| 18.                 | «Exactly Like You»                      | Дороти Филдс        | Джимми Макхью       | 7:37         |
| 19.                 | «Come Rain or Come Shine»               | Джонни Мёрсер       | Гарольд Арлен       | 4:29         |
| 20.                 | «Stardust»                              | Митчелл Пэриш       | Хоаги Кармайкл      | 6:15         |
| 21.                 | «’S Wonderful»                          | Айра Гершвин        | Джордж Гершвин      | 1:35         |
| 22.                 | «You Don’t Know What Love Is»           | Дон Рэй             | Джин Де Пол         | 3:37         |
| 23.                 | «Witchcraft»                            |                     |                     | 2:51         |
| 24.                 | «Perdido»                               |                     |                     | 6:30         |
| 25.                 | «In the Wee Small Hours of the Morning» |                     |                     | 4:04         |
| 26.                 | «My Funny Valentine»                    | Лоренц Харт         | Ричард Роджерс      | 3:04         |
| 27.                 | «Anything Goes»                         | Коул Портер         | Коул Портер         | 2:09         |
| Общая длительность: | Общая длительность:                     | Общая длительность: | Общая длительность: | 44:05        |

## Участники записи
- Элла Фицджеральд — вокал.
- Лу Леви — фортепиано.
- Макс Беннетт — контрабас.
- Гас Джонсон — барабаны.